# 豊岡市立森本中学校
豊岡市立森本中学校（とよおかしりつ もりもとちゅうがっこう）は、かつて兵庫県豊岡市竹野町にあった公立中学校。

## 概要
校舎はかつて森本小学校に併設されていたが、1987年に小学校の統合・移転により単独校舎となった。
また、2015年に豊岡市立竹野中学校と統合した。統合時の全校生徒数は21名であった。

## 沿革
- 1947年（昭和22年）4月20日 - 奥竹野村・三椒村学校組合立奥竹野中学校（仮称）創立、6月1日、奥椒中学校と命名[3]。
- 1955年（昭和30年）3月3日 - 町村合併により竹野村立森本中学校と改称。
- 1957年（昭和32年）4月1日 - 町制施行により竹野町立森本中学校と改称。
- 1966年（昭和41年）4月1日 - 分校を廃止して本校に統合、各校舎となる。
- 1969年（昭和44年）12月12日 - 三原校舎が本校に統合。
- 1970年（昭和45年）4月1日 - 椒校舎が本校に統合し実質統合。
- 1987年（昭和62年）4月1日 - 竹野南小学校統合により森本小学校との合併解消。
- 2005年（平成17年）4月1日 - 市町村合併により豊岡市立森本中学校と改称。
- 2015年（平成27年）3月31日 - 人口減少に伴う生徒数の減少により閉校[1]。
  - 4月1日 - 豊岡市立竹野中学校と統合[1]。

## 部活動

### 運動部
- 男子バレーボール部（2013年夏に廃部）
- 女子バレーボール部（閉校時に廃部）統合後新3年生は竹野中学校女子バレーボール部へ、新2年生は選択可。
- 男子卓球部（閉校時に廃部）統合後竹野中学校男子卓球部を新設し、新3年生は加入。新2年生は卓球部以外選択可。

### 文化部
- 総合文化（2012年に廃部）

## 校区
- 豊岡市立竹野南小学校
- 豊岡市立中竹野小学校区のうち、竹野町林

## 関係者
歴代校長
- 橋本勇（1947年度～1949年度）
- 渡邊俊雄（1950年度～1951年度）
- 熊田猛（1952年度～1958年度）
- 能登宗一（1959年度～1962年度7月）
- 柳澤英雄（1962年度8月～1965年度）
- 金川彰信（1966年度～1973年度）
- 大谷正信（1974年度～1976年度）
- 井垣克巳（1977年度～1980年度）
- 本井孝治郎（1981年度～1984年度）
- 後藤暢一（1985年度～1991年度）
- 小林和一郎（1992年度～1997年度）
- 三石良一（1998年度～1999年度12月）
- 北本重安（1999年度1月～2002年度）
- 土高弘之（2003年度～2004年度）
- 岩本博之（2005年度～2008年度）
- 池田一成（2009年度～2011年度）
- 小田敏朗（2012年度～2015年度[2]）

## アクセス
- 西日本旅客鉄道（JR西日本）山陰本線 豊岡駅前より
  - 全但バス竹野方面行き「森本」バス停下車

## 閉校後
2020年春に豊岡市の公募に応じたクリーニング業の白バラドライ（豊岡市）が建物を取得。2021年春から白バラドライ森本工場になっている。